# حثرمين

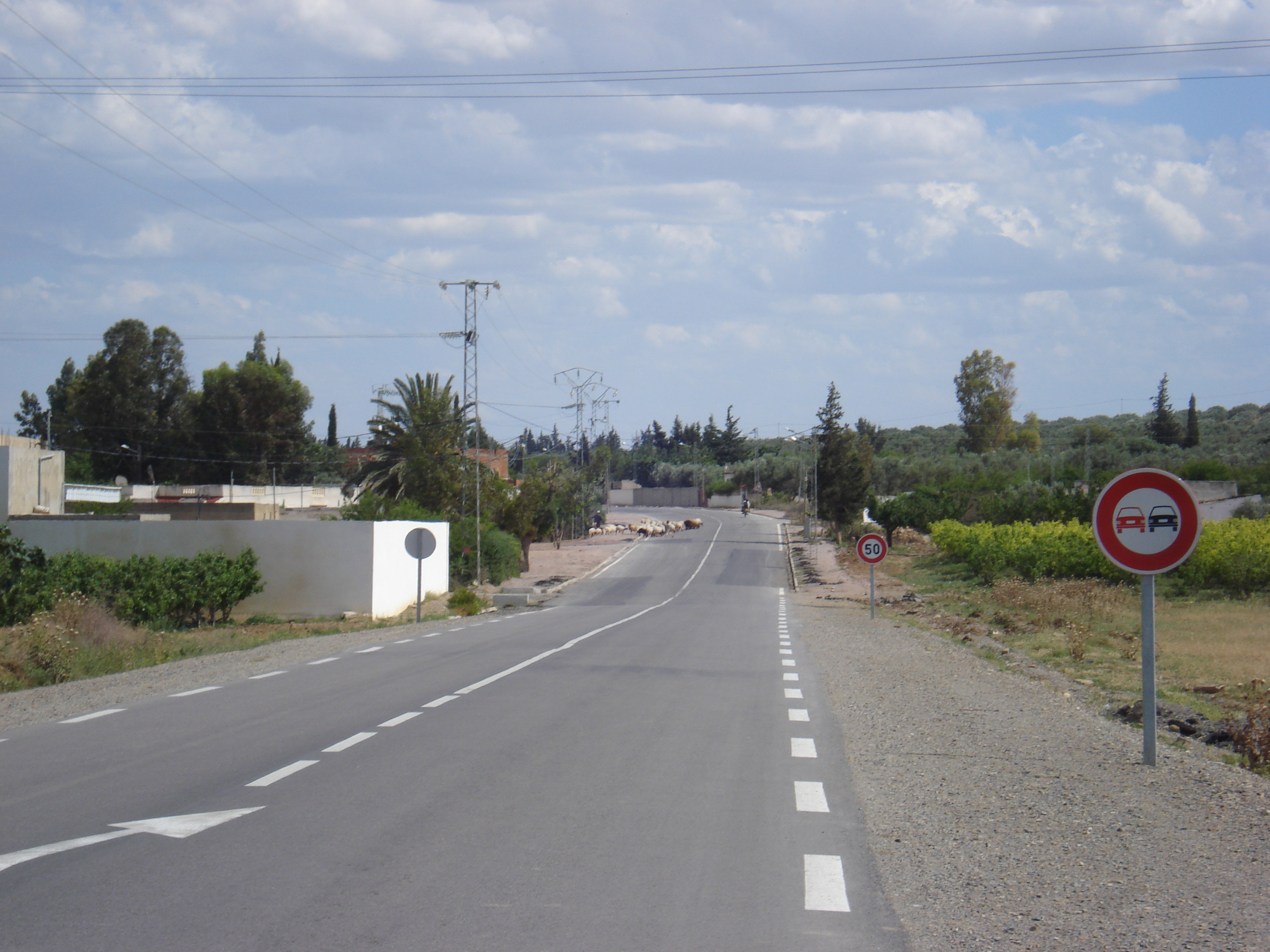
حثرمين

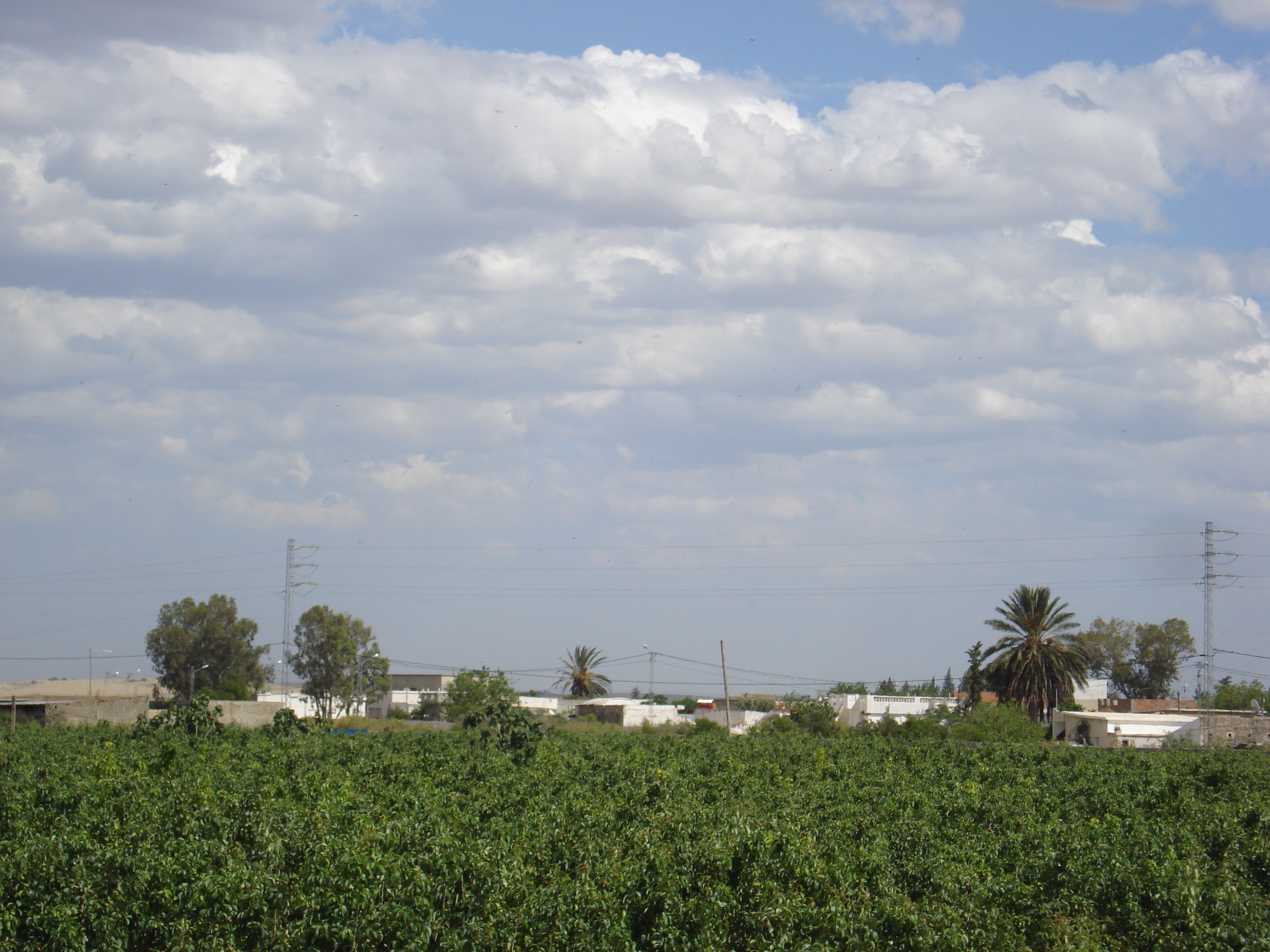
حثرمين

حثرمين إحدى قرى الجمهورية التونسية، تقع في ولاية منوبة، غربي مدينة تونس على الطريق الجهوية رقم 40.

### مواضيع ذات علاقة
- ولاية منوبة.